# Férfi vízilabdatorna a 2020. évi nyári olimpiai játékokon
A 2020. évi nyári olimpiai játékokon a férfi vízilabdatornát 2021. július 25. és augusztus 8. között rendezték. A tornán 12 nemzet csapata vett részt. A címvédő a szerb válogatott.

## Résztvevők
| Esemény                                  | Dátum               | Helyszín               | Kvóta | Kvalifikált csapatok                                      |
| ---------------------------------------- | ------------------- | ---------------------- | ----- | --------------------------------------------------------- |
| Rendező                                  | –                   | –                      | 1     | Japán (JPN)                                               |
| 2019-es férfi vízilabda-világliga        | 2019. június 23.    | Belgrád, Szerbia       | 1     | Szerbia (SRB)                                             |
| 2019-es férfi vízilabda-világbajnokság   | 2019. július 27.    | Kvangdzsu, Dél-Korea   | 2     | Spanyolország (ESP) · Olaszország (ITA)                   |
| 2019-es pánamerikai játékok              | 2019. augusztus 10. | Lima, Peru             | 1     | Egyesült Államok (USA)                                    |
| Óceánia                                  |                     |                        | 1     | Ausztrália (AUS)                                          |
| Afrika                                   |                     |                        | 1     | Dél-afrikai Köztársaság (RSA)                             |
| 2020-as férfi vízilabda-Európa-bajnokság | 2020. január 26.    | Budapest, Magyarország | 1     | Magyarország (HUN)                                        |
| 2018-as Ázsia-játékok                    | 2018. szeptember 1. | Jakarta, Indonézia     | 1     | Kazahsztán (KAZ)                                          |
| Olimpiai selejtezőtorna                  | 2021. február 21.   | Rotterdam, Hollandia   | 3     | Montenegró (MNE) · Görögország (GRE) · Horvátország (CRO) |
| Összesen                                 |                     |                        | 12    |                                                           |

## Sorsolás
Az olimpia csoportbeosztását 2021. február 21-én sorsolták Rotterdamban, a férfi olimpiai selejtező utolsó napján. A 12 csapatot 6 kalapban helyezték el.
| 1. kalap            | 2. kalap           | 3. kalap               | 4. kalap                      | 5. kalap          | 6. kalap           |
| ------------------- | ------------------ | ---------------------- | ----------------------------- | ----------------- | ------------------ |
| Olaszország (ITA)   | Szerbia (SRB)      | Egyesült Államok (USA) | Dél-afrikai Köztársaság (RSA) | Montenegró (MNE)  | Horvátország (CRO) |
| Spanyolország (ESP) | Magyarország (HUN) | Ausztrália (AUS)       | Kazahsztán (KAZ)              | Görögország (GRE) | Japán (JPN)        |

## Csoportkör
A mérkőzések kezdési időpontjai helyi idő szerint (UTC+9), zárójelben magyar idő szerint olvashatóak (UTC+2).

### A csoport
| Hely. | Csapat                        | M | Gy | D | V | G+ | G–  | Gk  | P | Továbbjutás |
| ----- | ----------------------------- | - | -- | - | - | -- | --- | --- | - | ----------- |
| 1.    | Görögország (GRE)             | 5 | 4  | 1 | 0 | 68 | 34  | +34 | 9 | Negyeddöntő |
| 2.    | Olaszország (ITA)             | 5 | 3  | 2 | 0 | 60 | 32  | +28 | 8 | Negyeddöntő |
| 3.    | Magyarország (HUN)            | 5 | 3  | 1 | 1 | 64 | 35  | +29 | 7 | Negyeddöntő |
| 4.    | Egyesült Államok (USA)        | 5 | 2  | 0 | 3 | 59 | 53  | +6  | 4 | Negyeddöntő |
| 5.    | Japán (JPN) (R)               | 5 | 1  | 0 | 4 | 65 | 66  | −1  | 2 |             |
| 6.    | Dél-afrikai Köztársaság (RSA) | 5 | 0  | 0 | 5 | 20 | 116 | −96 | 0 |             |

| 2021. július 25. 10:00 (3:00) | Dél-afrikai Köztársaság (RSA) | 2–21        | Olaszország (ITA) | Tokyo Tatsumi International Swimming Center Játékvezetők: Viktor Szalnyicsenko (KAZ), Stanko Ivanovski (MNE) |
| 2021. július 25. 10:00 (3:00) | (0–2, 2–8, 0–7, 0–4)          |             |                   | Tokyo Tatsumi International Swimming Center Játékvezetők: Viktor Szalnyicsenko (KAZ), Stanko Ivanovski (MNE) |
| 2021. július 25. 10:00 (3:00) | Rezelman, Stone 1             | Jegyzőkönyv | Di Fulvio 5       | Tokyo Tatsumi International Swimming Center Játékvezetők: Viktor Szalnyicsenko (KAZ), Stanko Ivanovski (MNE) |

| 2021. július 25. 11:30 (4:30) | Magyarország (HUN)   | 9–10        | Görögország (GRE) | Tokyo Tatsumi International Swimming Center Játékvezetők: Michiel Zwart (NED), Vojin Putniković (SRB) |
| 2021. július 25. 11:30 (4:30) | (3–2, 3–4, 2–3, 1–1) |             |                   | Tokyo Tatsumi International Swimming Center Játékvezetők: Michiel Zwart (NED), Vojin Putniković (SRB) |
| 2021. július 25. 11:30 (4:30) | Erdélyi, Varga 3     | Jegyzőkönyv | Fundúlisz 3       | Tokyo Tatsumi International Swimming Center Játékvezetők: Michiel Zwart (NED), Vojin Putniković (SRB) |

| 2021. július 25. 14:00 (7:00) | Egyesült Államok (USA) | 15–13       | Japán (JPN)     | Tokyo Tatsumi International Swimming Center Játékvezetők: Sébastien Dervieux (FRA), Arkadii Voevodin (RUS) |
| 2021. július 25. 14:00 (7:00) | (3–3, 4–5, 4–2, 4–3)   |             |                 | Tokyo Tatsumi International Swimming Center Játékvezetők: Sébastien Dervieux (FRA), Arkadii Voevodin (RUS) |
| 2021. július 25. 14:00 (7:00) | Bowen 5                | Jegyzőkönyv | három játékos 3 | Tokyo Tatsumi International Swimming Center Játékvezetők: Sébastien Dervieux (FRA), Arkadii Voevodin (RUS) |

| 2021. július 27. 10:00 (3:00) | Dél-afrikai Köztársaság (RSA) | 3–20        | Egyesült Államok (USA) | Tokyo Tatsumi International Swimming Center Játékvezetők: Zhang Liang (CHN), Vojin Putniković (SRB) |
| 2021. július 27. 10:00 (3:00) | (0–3, 1–9, 1–3, 1–5)          |             |                        | Tokyo Tatsumi International Swimming Center Játékvezetők: Zhang Liang (CHN), Vojin Putniković (SRB) |
| 2021. július 27. 10:00 (3:00) | három játékos 1               | Jegyzőkönyv | Hallock 4              | Tokyo Tatsumi International Swimming Center Játékvezetők: Zhang Liang (CHN), Vojin Putniković (SRB) |

| 2021. július 27. 15:30 (8:30) | Olaszország (ITA)    | 6–6         | Görögország (GRE) | Tokyo Tatsumi International Swimming Center Játékvezetők: Xevi Buch (ESP), Stanko Ivanovski (MNE) |
| 2021. július 27. 15:30 (8:30) | (1–1, 1–1, 0–4, 4–0) |             |                   | Tokyo Tatsumi International Swimming Center Játékvezetők: Xevi Buch (ESP), Stanko Ivanovski (MNE) |
| 2021. július 27. 15:30 (8:30) | Aicardi, Figlioli 2  | Jegyzőkönyv | hat játékos 1     | Tokyo Tatsumi International Swimming Center Játékvezetők: Xevi Buch (ESP), Stanko Ivanovski (MNE) |

| 2021. július 27. 18:20 (11:20) | Japán (JPN)          | 11–16       | Magyarország (HUN) | Tokyo Tatsumi International Swimming Center Játékvezetők: Michiel Zwart (NED), Nenad Periš (CRO) |
| 2021. július 27. 18:20 (11:20) | (3–4, 5–4, 2–5, 1–3) |             |                    | Tokyo Tatsumi International Swimming Center Játékvezetők: Michiel Zwart (NED), Nenad Periš (CRO) |
| 2021. július 27. 18:20 (11:20) | Inaba, Ókava 3       | Jegyzőkönyv | Zalánki 4          | Tokyo Tatsumi International Swimming Center Játékvezetők: Michiel Zwart (NED), Nenad Periš (CRO) |

| 2021. július 29. 10:00 (3:00) | Magyarország (HUN)   | 23–1        | Dél-afrikai Köztársaság (RSA) | Tokyo Tatsumi International Swimming Center Játékvezetők: Daniel Daners (URU), Germán Moller (ARG) |
| 2021. július 29. 10:00 (3:00) | (4–0, 5–0, 8–0, 6–1) |             |                               | Tokyo Tatsumi International Swimming Center Játékvezetők: Daniel Daners (URU), Germán Moller (ARG) |
| 2021. július 29. 10:00 (3:00) | Manhercz 5           | Jegyzőkönyv | Rodda 1                       | Tokyo Tatsumi International Swimming Center Játékvezetők: Daniel Daners (URU), Germán Moller (ARG) |

| 2021. július 29. 14:00 (7:00) | Egyesült Államok (USA) | 11–12       | Olaszország (ITA) | Tokyo Tatsumi International Swimming Center Játékvezetők: Sébastien Dervieux (FRA), Nenad Periš (CRO) |
| 2021. július 29. 14:00 (7:00) | (4–2, 3–3, 2–3, 2–4)   |             |                   | Tokyo Tatsumi International Swimming Center Játékvezetők: Sébastien Dervieux (FRA), Nenad Periš (CRO) |
| 2021. július 29. 14:00 (7:00) | négy játékos 2         | Jegyzőkönyv | Di Fulvio 5       | Tokyo Tatsumi International Swimming Center Játékvezetők: Sébastien Dervieux (FRA), Nenad Periš (CRO) |

| 2021. július 29. 18:20 (11:20) | Görögország (GRE)       | 10–9        | Japán (JPN) | Tokyo Tatsumi International Swimming Center Játékvezetők: Adrian Alexandrescu (ROU), Vojin Putniković (SRB) |
| 2021. július 29. 18:20 (11:20) | (1–1, 4–4, 2–1, 3–3)    |             |             | Tokyo Tatsumi International Swimming Center Játékvezetők: Adrian Alexandrescu (ROU), Vojin Putniković (SRB) |
| 2021. július 29. 18:20 (11:20) | Kapócisz, Jenidúniasz 3 | Jegyzőkönyv | Adacsi 3    | Tokyo Tatsumi International Swimming Center Játékvezetők: Adrian Alexandrescu (ROU), Vojin Putniković (SRB) |

| 2021. július 31. 14:00 (7:00) | Egyesült Államok (USA) | 8–11        | Magyarország (HUN) | Tokyo Tatsumi International Swimming Center Játékvezetők: Xevi Buch (ESP), Arkadii Voevodin (RUS) |
| 2021. július 31. 14:00 (7:00) | (1–2, 3–3, 0–3, 4–3)   |             |                    | Tokyo Tatsumi International Swimming Center Játékvezetők: Xevi Buch (ESP), Arkadii Voevodin (RUS) |
| 2021. július 31. 14:00 (7:00) | Bowen, Hallock 2       | Jegyzőkönyv | Manhercz 3         | Tokyo Tatsumi International Swimming Center Játékvezetők: Xevi Buch (ESP), Arkadii Voevodin (RUS) |

| 2021. július 31. 18:20 (11:20) | Olaszország (ITA)    | 16–8        | Japán (JPN) | Tokyo Tatsumi International Swimming Center Játékvezetők: Stanko Ivanovski (MNE), Nenad Periš (CRO) |
| 2021. július 31. 18:20 (11:20) | (5–0, 3–3, 3–1, 5–4) |             |             | Tokyo Tatsumi International Swimming Center Játékvezetők: Stanko Ivanovski (MNE), Nenad Periš (CRO) |
| 2021. július 31. 18:20 (11:20) | Bodagas, Figlioli 3  | Jegyzőkönyv | Inaba 3     | Tokyo Tatsumi International Swimming Center Játékvezetők: Stanko Ivanovski (MNE), Nenad Periš (CRO) |

| 2021. július 31. 19:50 (12:50) | Dél-afrikai Köztársaság (RSA) | 5–28        | Görögország (GRE) | Tokyo Tatsumi International Swimming Center Játékvezetők: John Waldow (NZL), Zhang Liang (CHN) |
| 2021. július 31. 19:50 (12:50) | (1–7, 2–5, 1–7, 1–9)          |             |                   | Tokyo Tatsumi International Swimming Center Játékvezetők: John Waldow (NZL), Zhang Liang (CHN) |
| 2021. július 31. 19:50 (12:50) | Stone 2                       | Jegyzőkönyv | Fundúlisz 5       | Tokyo Tatsumi International Swimming Center Játékvezetők: John Waldow (NZL), Zhang Liang (CHN) |

| 2021. augusztus 2. 10:00 (3:00) | Magyarország (HUN)   | 5–5         | Olaszország (ITA) | Tokyo Tatsumi International Swimming Center Játékvezetők: Xevi Buch (ESP), Arkadii Voevodin (RUS) |
| 2021. augusztus 2. 10:00 (3:00) | (2–1, 2–1, 1–1, 0–2) |             |                   | Tokyo Tatsumi International Swimming Center Játékvezetők: Xevi Buch (ESP), Arkadii Voevodin (RUS) |
| 2021. augusztus 2. 10:00 (3:00) | Varga 3              | Jegyzőkönyv | Figlioli 2        | Tokyo Tatsumi International Swimming Center Játékvezetők: Xevi Buch (ESP), Arkadii Voevodin (RUS) |

| 2021. augusztus 2. 11:30 (4:30) | Görögország (GRE)    | 14–5        | Egyesült Államok (USA) | Tokyo Tatsumi International Swimming Center Játékvezetők: Adrian Alexandrescu (ROU), Michiel Zwart (NED) |
| 2021. augusztus 2. 11:30 (4:30) | (4–1, 2–2, 5–2, 3–0) |             |                        | Tokyo Tatsumi International Swimming Center Játékvezetők: Adrian Alexandrescu (ROU), Michiel Zwart (NED) |
| 2021. augusztus 2. 11:30 (4:30) | Jenidúniasz 5        | Jegyzőkönyv | Obert 2                | Tokyo Tatsumi International Swimming Center Játékvezetők: Adrian Alexandrescu (ROU), Michiel Zwart (NED) |

| 2021. augusztus 2. 18:20 (11:20) | Japán (JPN)          | 24–9        | Dél-afrikai Köztársaság (RSA) | Tokyo Tatsumi International Swimming Center Játékvezetők: John Waldow (NZL), Vojin Putniković (SRB) |
| 2021. augusztus 2. 18:20 (11:20) | (5–4, 7–4, 6–1, 6–0) |             |                               | Tokyo Tatsumi International Swimming Center Játékvezetők: John Waldow (NZL), Vojin Putniković (SRB) |
| 2021. augusztus 2. 18:20 (11:20) | Adacsi, Arai 4       | Jegyzőkönyv | Neill 4                       | Tokyo Tatsumi International Swimming Center Játékvezetők: John Waldow (NZL), Vojin Putniković (SRB) |

### B csoport
| Hely. | Csapat              | M | Gy | D | V | G+ | G– | Gk  | P  | Továbbjutás |
| ----- | ------------------- | - | -- | - | - | -- | -- | --- | -- | ----------- |
| 1.    | Spanyolország (ESP) | 5 | 5  | 0 | 0 | 61 | 31 | +30 | 10 | Negyeddöntő |
| 2.    | Horvátország (CRO)  | 5 | 3  | 0 | 2 | 62 | 46 | +16 | 6  | Negyeddöntő |
| 3.    | Szerbia (SRB)       | 5 | 3  | 0 | 2 | 70 | 46 | +24 | 6  | Negyeddöntő |
| 4.    | Montenegró (MNE)    | 5 | 2  | 0 | 3 | 54 | 56 | −2  | 4  | Negyeddöntő |
| 5.    | Ausztrália (AUS)    | 5 | 2  | 0 | 3 | 49 | 60 | −11 | 4  |             |
| 6.    | Kazahsztán (KAZ)    | 5 | 0  | 0 | 5 | 35 | 92 | −57 | 0  |             |

1. 1 2  Horvátország 14–12 Szerbia
2. 1 2  Ausztrália 10–15 Montenegró

| 2021. július 25. 15:30 (8:30) | Ausztrália (AUS)     | 10–15       | Montenegró (MNE) | Tokyo Tatsumi International Swimming Center Játékvezetők: Adrian Alexandrescu (ROU), Alessandro Severo (ITA) |
| 2021. július 25. 15:30 (8:30) | (5–4, 2–2, 1–4, 2–5) |             |                  | Tokyo Tatsumi International Swimming Center Játékvezetők: Adrian Alexandrescu (ROU), Alessandro Severo (ITA) |
| 2021. július 25. 15:30 (8:30) | Campbell 3           | Jegyzőkönyv | Ukropina 4       | Tokyo Tatsumi International Swimming Center Játékvezetők: Adrian Alexandrescu (ROU), Alessandro Severo (ITA) |

| 2021. július 25. 18:20 (11:20) | Szerbia (SRB)        | 12–13       | Spanyolország (ESP) | Tokyo Tatsumi International Swimming Center Játékvezetők: Michael Goldenberg (USA), Georgios Stavridis (GRE) |
| 2021. július 25. 18:20 (11:20) | (3–3, 3–5, 3–2, 3–3) |             |                     | Tokyo Tatsumi International Swimming Center Játékvezetők: Michael Goldenberg (USA), Georgios Stavridis (GRE) |
| 2021. július 25. 18:20 (11:20) | négy játékos 2       | Jegyzőkönyv | Munárriz 4          | Tokyo Tatsumi International Swimming Center Játékvezetők: Michael Goldenberg (USA), Georgios Stavridis (GRE) |

| 2021. július 25. 19:50 (12:50) | Horvátország (CRO)   | 23–7        | Kazahsztán (KAZ) | Tokyo Tatsumi International Swimming Center Játékvezetők: Dion Willis (RSA), Frank Ohme (GER) |
| 2021. július 25. 19:50 (12:50) | (4–1, 6–3, 8–1, 5–2) |             |                  | Tokyo Tatsumi International Swimming Center Játékvezetők: Dion Willis (RSA), Frank Ohme (GER) |
| 2021. július 25. 19:50 (12:50) | Joković 5            | Jegyzőkönyv | Vuksanović 3     | Tokyo Tatsumi International Swimming Center Játékvezetők: Dion Willis (RSA), Frank Ohme (GER) |

| 2021. július 27. 11:30 (4:30) | Montenegró (MNE)     | 6–8         | Spanyolország (ESP) | Tokyo Tatsumi International Swimming Center Játékvezetők: Sébastien Dervieux (FRA), Georgios Stavridis (GRE) |
| 2021. július 27. 11:30 (4:30) | (2–3, 1–2, 2–2, 1–1) |             |                     | Tokyo Tatsumi International Swimming Center Játékvezetők: Sébastien Dervieux (FRA), Georgios Stavridis (GRE) |
| 2021. július 27. 11:30 (4:30) | Matković 3           | Jegyzőkönyv | három játékos 2     | Tokyo Tatsumi International Swimming Center Játékvezetők: Sébastien Dervieux (FRA), Georgios Stavridis (GRE) |

| 2021. július 27. 14:00 (7:00) | Kazahsztán (KAZ)       | 5–19        | Szerbia (SRB) | Tokyo Tatsumi International Swimming Center Játékvezetők: Adrian Alexandrescu (ROU), Kun György (HUN) |
| 2021. július 27. 14:00 (7:00) | (2–4, 1–3, 2–6, 0–6)   |             |               | Tokyo Tatsumi International Swimming Center Játékvezetők: Adrian Alexandrescu (ROU), Kun György (HUN) |
| 2021. július 27. 14:00 (7:00) | Medvedev, Vuksanović 2 | Jegyzőkönyv | Pijetlović 4  | Tokyo Tatsumi International Swimming Center Játékvezetők: Adrian Alexandrescu (ROU), Kun György (HUN) |

| 2021. július 27. 19:50 (12:50) | Ausztrália (AUS)     | 11–8        | Horvátország (CRO) | Tokyo Tatsumi International Swimming Center Játékvezetők: Frank Ohme (GER), Michael Goldenberg (USA) |
| 2021. július 27. 19:50 (12:50) | (3–3, 2–0, 2–3, 4–2) |             |                    | Tokyo Tatsumi International Swimming Center Játékvezetők: Frank Ohme (GER), Michael Goldenberg (USA) |
| 2021. július 27. 19:50 (12:50) | Campbell 3           | Jegyzőkönyv | Joković 3          | Tokyo Tatsumi International Swimming Center Játékvezetők: Frank Ohme (GER), Michael Goldenberg (USA) |

| 2021. július 29. 11:30 (4:30) | Spanyolország (ESP)  | 16–4        | Kazahsztán (KAZ) | Tokyo Tatsumi International Swimming Center Játékvezetők: Michael Goldenberg (USA), Dion Willis (RSA) |
| 2021. július 29. 11:30 (4:30) | (3–0, 3–0, 5–2, 5–2) |             |                  | Tokyo Tatsumi International Swimming Center Játékvezetők: Michael Goldenberg (USA), Dion Willis (RSA) |
| 2021. július 29. 11:30 (4:30) | Granados 5           | Jegyzőkönyv | Vuksanović 2     | Tokyo Tatsumi International Swimming Center Játékvezetők: Michael Goldenberg (USA), Dion Willis (RSA) |

| 2021. július 29. 15:30 (8:30) | Horvátország (CRO)   | 13–8        | Montenegró (MNE) | Tokyo Tatsumi International Swimming Center Játékvezetők: Arkadii Voevodin (RUS), Kun György (HUN) |
| 2021. július 29. 15:30 (8:30) | (1–1, 6–4, 4–3, 2–0) |             |                  | Tokyo Tatsumi International Swimming Center Játékvezetők: Arkadii Voevodin (RUS), Kun György (HUN) |
| 2021. július 29. 15:30 (8:30) | Fatović 3            | Jegyzőkönyv | három játékos 2  | Tokyo Tatsumi International Swimming Center Játékvezetők: Arkadii Voevodin (RUS), Kun György (HUN) |

| 2021. július 29. 19:50 (12:50) | Szerbia (SRB)        | 14–8        | Ausztrália (AUS) | Tokyo Tatsumi International Swimming Center Játékvezetők: Frank Ohme (GER), Georgios Stavridis (GRE) |
| 2021. július 29. 19:50 (12:50) | (6–0, 4–1, 1–2, 3–5) |             |                  | Tokyo Tatsumi International Swimming Center Játékvezetők: Frank Ohme (GER), Georgios Stavridis (GRE) |
| 2021. július 29. 19:50 (12:50) | Mandić 4             | Jegyzőkönyv | B. Edwards 2     | Tokyo Tatsumi International Swimming Center Játékvezetők: Frank Ohme (GER), Georgios Stavridis (GRE) |

| 2021. július 31. 10:00 (3:00) | Montenegró (MNE)     | 19–12       | Kazahsztán (KAZ) | Tokyo Tatsumi International Swimming Center Játékvezetők: Frank Ohme (GER), Georgios Stavridis (GRE) |
| 2021. július 31. 10:00 (3:00) | (5–3, 6–3, 3–3, 5–3) |             |                  | Tokyo Tatsumi International Swimming Center Játékvezetők: Frank Ohme (GER), Georgios Stavridis (GRE) |
| 2021. július 31. 10:00 (3:00) | három játékos 4      | Jegyzőkönyv | Ruday 3          | Tokyo Tatsumi International Swimming Center Játékvezetők: Frank Ohme (GER), Georgios Stavridis (GRE) |

| 2021. július 31. 11:30 (4:30) | Ausztrália (AUS)     | 5–16        | Spanyolország (ESP) | Tokyo Tatsumi International Swimming Center Játékvezetők: Adrian Alexandrescu (ROU), Sébastien Dervieux (FRA) |
| 2021. július 31. 11:30 (4:30) | (2–4, 1–4, 2–5, 0–3) |             |                     | Tokyo Tatsumi International Swimming Center Játékvezetők: Adrian Alexandrescu (ROU), Sébastien Dervieux (FRA) |
| 2021. július 31. 11:30 (4:30) | Edwards, Younger 2   | Jegyzőkönyv | Granados 4          | Tokyo Tatsumi International Swimming Center Játékvezetők: Adrian Alexandrescu (ROU), Sébastien Dervieux (FRA) |

| 2021. július 31. 15:30 (8:30) | Horvátország (CRO)   | 14–12       | Szerbia (SRB) | Tokyo Tatsumi International Swimming Center Játékvezetők: Michael Goldenberg (USA), Michiel Zwart (NED) |
| 2021. július 31. 15:30 (8:30) | (5–3, 1–1, 4–4, 4–4) |             |               | Tokyo Tatsumi International Swimming Center Játékvezetők: Michael Goldenberg (USA), Michiel Zwart (NED) |
| 2021. július 31. 15:30 (8:30) | Joković, Obradović 4 | Jegyzőkönyv | Jakšić 3      | Tokyo Tatsumi International Swimming Center Játékvezetők: Michael Goldenberg (USA), Michiel Zwart (NED) |

| 2021. augusztus 2. 14:00 (7:00) | Szerbia (SRB)        | 13–6        | Montenegró (MNE) | Tokyo Tatsumi International Swimming Center Játékvezetők: Alessandro Severo (ITA), Frank Ohme (GER) |
| 2021. augusztus 2. 14:00 (7:00) | (6–1, 2–1, 3–2, 2–2) |             |                  | Tokyo Tatsumi International Swimming Center Játékvezetők: Alessandro Severo (ITA), Frank Ohme (GER) |
| 2021. augusztus 2. 14:00 (7:00) | Filipović 3          | Jegyzőkönyv | Ivović 3         | Tokyo Tatsumi International Swimming Center Játékvezetők: Alessandro Severo (ITA), Frank Ohme (GER) |

| 2021. augusztus 2. 15:30 (8:30) | Spanyolország (ESP)  | 8–4         | Horvátország (CRO) | Tokyo Tatsumi International Swimming Center Játékvezetők: Georgios Stavridis (GRE), Kun György (HUN) |
| 2021. augusztus 2. 15:30 (8:30) | (2–1, 1–0, 4–2, 1–1) |             |                    | Tokyo Tatsumi International Swimming Center Játékvezetők: Georgios Stavridis (GRE), Kun György (HUN) |
| 2021. augusztus 2. 15:30 (8:30) | Granados 2           | Jegyzőkönyv | Bukić 2            | Tokyo Tatsumi International Swimming Center Játékvezetők: Georgios Stavridis (GRE), Kun György (HUN) |

| 2021. augusztus 2. 19:50 (12:50) | Ausztrália (AUS)     | 15–7        | Kazahsztán (KAZ)     | Tokyo Tatsumi International Swimming Center Játékvezetők: Germán Moller (ARG), Michael Goldenberg (USA) |
| 2021. augusztus 2. 19:50 (12:50) | (4–1, 3–0, 5–2, 3–4) |             |                      | Tokyo Tatsumi International Swimming Center Játékvezetők: Germán Moller (ARG), Michael Goldenberg (USA) |
| 2021. augusztus 2. 19:50 (12:50) | Howden 5             | Jegyzőkönyv | Shakenov, Ukumanov 2 | Tokyo Tatsumi International Swimming Center Játékvezetők: Germán Moller (ARG), Michael Goldenberg (USA) |

## Egyenes kieséses szakasz
|  |              |                        |                     |                     |    |                     |                     |                    |                    |               |               |       |       |
|  | Negyeddöntők | Negyeddöntők           | Negyeddöntők        |                     |    | Elődöntők           | Elődöntők           | Elődöntők          |                    |               | Döntő         | Döntő | Döntő |
|  | Negyeddöntők | Negyeddöntők           | Negyeddöntők        |                     |    | Elődöntők           | Elődöntők           | Elődöntők          |                    |               | Döntő         | Döntő | Döntő |
|  | augusztus 4. |                        |                     |                     |    |                     |                     |                    |                    |               |               |       |       |
|  |              |                        |                     |                     |    |                     |                     |                    |                    |               |               |       |       |
|  | A1           | Görögország (GRE)      | 10                  |                     |    |                     |                     |                    |                    |               |               |       |       |
|  | A1           | Görögország (GRE)      | 10                  | augusztus 6.        |    |                     |                     |                    |                    |               |               |       |       |
|  | B4           | Montenegró (MNE)       | 4                   |                     |    |                     |                     |                    |                    |               |               |       |       |
|  | B4           | Montenegró (MNE)       | 4                   |                     |    | Görögország (GRE)   | Görögország (GRE)   | 9                  |                    |               |               |       |       |
|  | augusztus 4. |                        |                     |                     |    | Görögország (GRE)   | Görögország (GRE)   | 9                  |                    |               |               |       |       |
|  |              |                        | Magyarország (HUN)  | Magyarország (HUN)  | 6  |                     |                     |                    |                    |               |               |       |       |
|  | A3           | Magyarország (HUN)     | Magyarország (HUN)  | Magyarország (HUN)  | 6  | 15                  |                     |                    |                    |               |               |       |       |
|  | A3           | Magyarország (HUN)     |                     |                     |    | 15                  | augusztus 8.        |                    |                    |               |               |       |       |
|  | B2           | Horvátország (CRO)     | 11                  |                     |    |                     |                     |                    |                    |               |               |       |       |
|  | B2           | Horvátország (CRO)     | 11                  |                     |    | Görögország (GRE)   | Görögország (GRE)   | 10                 |                    |               |               |       |       |
|  | augusztus 4. |                        |                     |                     |    | Görögország (GRE)   | Görögország (GRE)   | 10                 |                    |               |               |       |       |
|  |              |                        | Szerbia (SRB)       | Szerbia (SRB)       | 13 |                     |                     |                    |                    |               |               |       |       |
|  | A2           | Olaszország (ITA)      | Szerbia (SRB)       | Szerbia (SRB)       | 13 | 6                   |                     |                    |                    |               |               |       |       |
|  | A2           | Olaszország (ITA)      | augusztus 6.        |                     |    | 6                   |                     |                    |                    |               |               |       |       |
|  | B3           | Szerbia (SRB)          | 10                  |                     |    |                     |                     |                    |                    |               |               |       |       |
|  | B3           | Szerbia (SRB)          | 10                  |                     |    | Szerbia (SRB)       | Szerbia (SRB)       | 10                 | Bronzmérkőzés      | Bronzmérkőzés | Bronzmérkőzés |       |       |
|  | augusztus 4. |                        |                     |                     |    | Szerbia (SRB)       | Szerbia (SRB)       | 10                 | Bronzmérkőzés      | Bronzmérkőzés | Bronzmérkőzés |       |       |
|  |              |                        | Spanyolország (ESP) | Spanyolország (ESP) | 9  |                     |                     | augusztus 8.       | augusztus 8.       | augusztus 8.  |               |       |       |
|  | A4           | Egyesült Államok (USA) | Spanyolország (ESP) | Spanyolország (ESP) | 9  | 8                   |                     | augusztus 8.       | augusztus 8.       | augusztus 8.  |               |       |       |
|  | A4           | Egyesült Államok (USA) |                     |                     |    |                     |                     | Magyarország (HUN) | Magyarország (HUN) | 9             |               |       |       |
|  | B1           | Spanyolország (ESP)    | 12                  |                     |    |                     |                     | Magyarország (HUN) | Magyarország (HUN) | 9             |               |       |       |
|  | B1           | Spanyolország (ESP)    | 12                  |                     |    | Spanyolország (ESP) | Spanyolország (ESP) | 5                  |                    |               |               |       |       |
|  |              |                        |                     |                     |    | Spanyolország (ESP) | Spanyolország (ESP) | 5                  |                    |               |               |       |       |

### Negyeddöntők
| 2021. augusztus 4. 14:00 (7:00) | Egyesült Államok (USA) | 8–12        | Spanyolország (ESP) | Tokyo Tatsumi International Swimming Center Játékvezetők: Michiel Zwart (NED), Kun György (HUN) |
| 2021. augusztus 4. 14:00 (7:00) | (3–3, 3–3, 0–1, 2–5)   |             |                     | Tokyo Tatsumi International Swimming Center Játékvezetők: Michiel Zwart (NED), Kun György (HUN) |
| 2021. augusztus 4. 14:00 (7:00) | Daube 3                | Jegyzőkönyv | négy játékos 2      | Tokyo Tatsumi International Swimming Center Játékvezetők: Michiel Zwart (NED), Kun György (HUN) |

| 2021. augusztus 4. 15:30 (8:30) | Görögország (GRE)    | 10–4        | Montenegró (MNE) | Tokyo Tatsumi International Swimming Center Játékvezetők: Adrian Alexandrescu (ROU), Alessandro Severo (ITA) |
| 2021. augusztus 4. 15:30 (8:30) | (1–0, 2–1, 3–1, 4–2) |             |                  | Tokyo Tatsumi International Swimming Center Játékvezetők: Adrian Alexandrescu (ROU), Alessandro Severo (ITA) |
| 2021. augusztus 4. 15:30 (8:30) | Jenidúniasz 5        | Jegyzőkönyv | Ivović 2         | Tokyo Tatsumi International Swimming Center Játékvezetők: Adrian Alexandrescu (ROU), Alessandro Severo (ITA) |

| 2021. augusztus 4. 18:20 (11:20) | Olaszország (ITA)    | 6–10        | Szerbia (SRB) | Tokyo Tatsumi International Swimming Center Játékvezetők: Arkadii Voevodin (RUS), Georgios Stavridis (GRE) |
| 2021. augusztus 4. 18:20 (11:20) | (2–5, 1–4, 1–0, 2–1) |             |               | Tokyo Tatsumi International Swimming Center Játékvezetők: Arkadii Voevodin (RUS), Georgios Stavridis (GRE) |
| 2021. augusztus 4. 18:20 (11:20) | Presciutti 2         | Jegyzőkönyv | Filipović 3   | Tokyo Tatsumi International Swimming Center Játékvezetők: Arkadii Voevodin (RUS), Georgios Stavridis (GRE) |

| 2021. augusztus 4. 19:50 (12:50) | Magyarország (HUN)   | 15–11       | Horvátország (CRO) | Tokyo Tatsumi International Swimming Center Játékvezetők: Sébastien Dervieux (FRA), Frank Ohme (GER) |
| 2021. augusztus 4. 19:50 (12:50) | (2–3, 5–2, 4–3, 4–3) |             |                    | Tokyo Tatsumi International Swimming Center Játékvezetők: Sébastien Dervieux (FRA), Frank Ohme (GER) |
| 2021. augusztus 4. 19:50 (12:50) | Manhercz 7           | Jegyzőkönyv | Bukić 4            | Tokyo Tatsumi International Swimming Center Játékvezetők: Sébastien Dervieux (FRA), Frank Ohme (GER) |

### Az 5–8. helyért
| 2021. augusztus 6. 14:00 (7:00) | Montenegró (MNE)     | 10–12       | Horvátország (CRO) | Tokyo Tatsumi International Swimming Center Játékvezetők: Viktor Salnichenko (KAZ), Kun György (HUN) |
| 2021. augusztus 6. 14:00 (7:00) | (0–1, 4–5, 3–3, 3–3) |             |                    | Tokyo Tatsumi International Swimming Center Játékvezetők: Viktor Salnichenko (KAZ), Kun György (HUN) |
| 2021. augusztus 6. 14:00 (7:00) | Ivović 3             | Jegyzőkönyv | Vukičević 3        | Tokyo Tatsumi International Swimming Center Játékvezetők: Viktor Salnichenko (KAZ), Kun György (HUN) |

| 2021. augusztus 6. 18:20 (11:20) | Olaszország (ITA)          | 6–7         | Egyesült Államok (USA) | Tokyo Tatsumi International Swimming Center Játékvezetők: Sébastien Dervieux (FRA), Xevi Buch (ESP) |
| 2021. augusztus 6. 18:20 (11:20) | (2–2, 1–3, 2–0, 1–2)       |             |                        | Tokyo Tatsumi International Swimming Center Játékvezetők: Sébastien Dervieux (FRA), Xevi Buch (ESP) |
| 2021. augusztus 6. 18:20 (11:20) | Figlioli, Renzuto Iodice 2 | Jegyzőkönyv | Bowen 3                | Tokyo Tatsumi International Swimming Center Játékvezetők: Sébastien Dervieux (FRA), Xevi Buch (ESP) |

### Elődöntők
| 2021. augusztus 6. 15:30 (8:30) | Görögország (GRE)    | 9–6         | Magyarország (HUN) | Tokyo Tatsumi International Swimming Center Játékvezetők: Michael Goldenberg (USA), Arkadii Voevodin (RUS) |
| 2021. augusztus 6. 15:30 (8:30) | (2–1, 1–1, 2–2, 4–2) |             |                    | Tokyo Tatsumi International Swimming Center Játékvezetők: Michael Goldenberg (USA), Arkadii Voevodin (RUS) |
| 2021. augusztus 6. 15:30 (8:30) | Arjirópulosz 4       | Jegyzőkönyv | Manhercz 2         | Tokyo Tatsumi International Swimming Center Játékvezetők: Michael Goldenberg (USA), Arkadii Voevodin (RUS) |

| 2021. augusztus 6. 19:50 (12:50) | Szerbia (SRB)        | 10–9        | Spanyolország (ESP) | Tokyo Tatsumi International Swimming Center Játékvezetők: Adrian Alexandrescu (ROU), Michiel Zwart (NED) |
| 2021. augusztus 6. 19:50 (12:50) | (2–0, 2–5, 1–2, 5–2) |             |                     | Tokyo Tatsumi International Swimming Center Játékvezetők: Adrian Alexandrescu (ROU), Michiel Zwart (NED) |
| 2021. augusztus 6. 19:50 (12:50) | Mandić 3             | Jegyzőkönyv | három játékos 2     | Tokyo Tatsumi International Swimming Center Játékvezetők: Adrian Alexandrescu (ROU), Michiel Zwart (NED) |

### A 7. helyért
| 2021. augusztus 8. 9:30 (2:30) | Montenegró (MNE)     | 14–14       | Olaszország (ITA) | Tokyo Tatsumi International Swimming Center Játékvezetők: Viktor Salnichenko (KAZ), Sébastien Dervieux (FRA) |
| 2021. augusztus 8. 9:30 (2:30) | (2–3, 5–4, 4–5, 3–2) |             |                   | Tokyo Tatsumi International Swimming Center Játékvezetők: Viktor Salnichenko (KAZ), Sébastien Dervieux (FRA) |
| 2021. augusztus 8. 9:30 (2:30) | Ivović 6             | Jegyzőkönyv | Velotto 5         | Tokyo Tatsumi International Swimming Center Játékvezetők: Viktor Salnichenko (KAZ), Sébastien Dervieux (FRA) |
| 2021. augusztus 8. 9:30 (2:30) | Büntetőpárbaj:       |             |                   | Tokyo Tatsumi International Swimming Center Játékvezetők: Viktor Salnichenko (KAZ), Sébastien Dervieux (FRA) |
| 2021. augusztus 8. 9:30 (2:30) | 3–4                  |             |                   | Tokyo Tatsumi International Swimming Center Játékvezetők: Viktor Salnichenko (KAZ), Sébastien Dervieux (FRA) |

### Az 5. helyért
| 2021. augusztus 8. 11:00 (4:00) | Horvátország (CRO)   | 14–11       | Egyesült Államok (USA) | Tokyo Tatsumi International Swimming Center Játékvezetők: Alessandro Severo (ITA), Kun György (HUN) |
| 2021. augusztus 8. 11:00 (4:00) | (2–3, 4–2, 4–2, 4–4) |             |                        | Tokyo Tatsumi International Swimming Center Játékvezetők: Alessandro Severo (ITA), Kun György (HUN) |
| 2021. augusztus 8. 11:00 (4:00) | Bukić 3              | Jegyzőkönyv | öt játékos 2           | Tokyo Tatsumi International Swimming Center Játékvezetők: Alessandro Severo (ITA), Kun György (HUN) |

### Bronzmérkőzés
| 2021. augusztus 8. 13:40 (6:40) | Magyarország (HUN)   | 9–5         | Spanyolország (ESP) | Tokyo Tatsumi International Swimming Center Játékvezetők: Arkadiy Voevodin (RUS), Georgios Stavridis (GRE) |
| 2021. augusztus 8. 13:40 (6:40) | (3–3, 2–2, 1–0, 3–0) |             |                     | Tokyo Tatsumi International Swimming Center Játékvezetők: Arkadiy Voevodin (RUS), Georgios Stavridis (GRE) |
| 2021. augusztus 8. 13:40 (6:40) | Vámos 2              | Jegyzőkönyv | Munárriz 2          | Tokyo Tatsumi International Swimming Center Játékvezetők: Arkadiy Voevodin (RUS), Georgios Stavridis (GRE) |

### Döntő
| 2021. augusztus 8. 16:30 (9:30) | Görögország (GRE)    | 10–13       | Szerbia (SRB)   | Tokyo Tatsumi International Swimming Center Játékvezetők: Michael Goldenberg (USA), Xevi Buch (ESP) |
| 2021. augusztus 8. 16:30 (9:30) | (3–6, 4–2, 2–2, 1–3) |             |                 | Tokyo Tatsumi International Swimming Center Játékvezetők: Michael Goldenberg (USA), Xevi Buch (ESP) |
| 2021. augusztus 8. 16:30 (9:30) | három játékos 2      | Jegyzőkönyv | három játékos 3 | Tokyo Tatsumi International Swimming Center Játékvezetők: Michael Goldenberg (USA), Xevi Buch (ESP) |

| A 2020. évi nyári olimpiai játékok férfi vízilabdatornájának olimpiai bajnoka |
| · SZERBIA · 2. cím                                                            |
| ----------------------------------------------------------------------------- |

## Végeredmény
| Helyezés | Csapat                        |
| -------- | ----------------------------- |
| Arany    | Szerbia (SRB)                 |
| Ezüst    | Görögország (GRE)             |
| Bronz    | Magyarország (HUN)            |
| 4.       | Spanyolország (ESP)           |
| 5.       | Horvátország (CRO)            |
| 6.       | Egyesült Államok (USA)        |
| 7.       | Olaszország (ITA)             |
| 8.       | Montenegró (MNE)              |
| 9.       | Ausztrália (AUS)              |
| 10.      | Japán (JPN)                   |
| 11.      | Kazahsztán (KAZ)              |
| 12.      | Dél-afrikai Köztársaság (RSA) |

## Díjak
Az All Star-csapatot 2021. augusztus 8-án hirdették ki.
| Poszt           | Játékos                                    |
| --------------- | ------------------------------------------ |
| Kapus           | Szerbia (SRB) Branislav Mitrović           |
| Mezőnyjátékosok | Spanyolország (ESP) Roger Tahull           |
| Mezőnyjátékosok | Görögország (GRE) Sztilianósz Arjirópulosz |
| Mezőnyjátékosok | Szerbia (SRB) Filip Filipović              |
| Mezőnyjátékosok | Japán (JPN) Inaba Júszuke                  |
| Mezőnyjátékosok | Montenegró (MNE) Aleksandar Ivović         |
| Mezőnyjátékosok | Magyarország (HUN) Manhercz Krisztián      |
| MVP             | Szerbia (SRB) Filip Filipović              |